# 斯氏星蟒
斯氏星蟒（學名：Antaresia stimsoni）是蛇亞目蟒科侏儒蟒屬下的一個蛇種，主要分布於澳洲。斯氏星蟒的學名「Stimsoni」是為了紀念大英博物館的A.F.斯添遜，不過在英語中偶爾也會出現把斯氏星蟒串成「Stimpson's Python」的錯誤。在澳洲，斯氏星蟒是常見的寵物蛇種之一。目前尚未有任何亞種被確認。

## 特徵
作為蟒科的成員之一，斯氏星蟒跟其它蟒蛇同樣是無毒的蛇種。牠們捕殺獵物的方式，是一貫地以身體纏繞並勒死對方。不過斯氏星蟒的鼻端沒有健全的熱能探測氣孔，因此只能倚賴舌頭與嘴唇去感應獵物。斯氏星蟒的體型偏小，是陸行性蛇類，成年的斯氏星蟒約長一米。

## 地理分布
斯氏星蟒主要分布於澳洲的西澳沿海地區，並擴展至大部分的州份（除了維多利亞州），遠至大分水嶺。而在澳洲的北部、東部及南部均不曾發現斯氏星蟒。

## 棲息與習性
斯氏星蟒多棲身於乾燥的內陸地區，主要出沒於岩石地帶，間中亦會出現在灌木林、沙漠，很少在寬闊平廣的地方現身。牠們是夜行蛇類，居住的地方往往來自強佔其它動物的洞穴、山洞。另外，斯氏星蟒是被動的獵食者，牠們花費很多時間等待獵物自行出現，並加以捕殺。而牠們的主要食糧是蜥蜴、蛙類與及小型的哺乳類動物。繁殖方面，斯氏星蟒是卵生蛇類，母蛇每次約能誕下7至9枚蛇卵。

## 備註
1. 1 2  McDiarmid RW、Campbell JA、Touré T：《Snake Species of the World: A Taxonomic and Geographic Reference, vol. 1》頁511，Herpetologists' League，1999年。ISBN 1-893777-00-6
2. ↑  . ITIS.   [18 September 2007].

## 外部連結
- （英文）TIGR爬蟲類資料庫：斯氏星蟒